# Georg Antworter
Georg Antworter (* um 1430; † 17. März 1499 in Würzburg) war Franziskaner und Weihbischof in Würzburg.

## Beschreibung
Am 25. Februar 1479 wurde er von Fürstbischof Rudolf zum Weihbischof in Würzburg ernannt und am 14. April 1479 geweiht. Im Mai 1479 wurde er vom Papst Sixtus IV. in Rom zum Titularbischof von Nicopolis in Palaestina (Episcopus Nicopolitanus) ernannt. Am 2. Oktober 1480 weihte er die Kapelle des Klosters Schönthal in Mergentheim und erteilte Ablassbriefe. 1481 weihte er verschiedene Altäre im Kloster Bildhausen. Im selben Jahr weihte er noch die Kirche zu Heidingsfeld und die Kreuzkapelle bei Retzstadt. 1482 weihte er zuerst drei Altäre und später den Hochaltar der Amorbacher Klosterkirche und am Himmelfahrtstag 1486 segnete und taufte er die vier Glocken Ossianna, Benedicta, Maria und Magdalena im Würzburger Münster. 1490 weihte er eine Kapelle der Kirche zu Unterwittbach ein. Am 16. Juli 1492 vollzog er die Grundsteinlegung für die spätgotische St.-Leo-Kirche in Bibra. Am 1. Juli 1496 weihte er in der Pfarrkirche zu Hildburghausen einen Altar. 1497 weihte Georg die Wallfahrtsbasilika St. Georg in Walldürn. 1498 weihte er zuerst die Wallfahrtskirche zu Grimmenthal und später dort auch zwei Altäre.

Er starb 1499 und wurde in seiner Ordenskirche, der Würzburger Franziskanerkirche, beigesetzt. Sein Epitaph befindet sich an der südlichen Wand vor dem Antoniusaltar. Das Grabmal stellt einen Bischof in Pontifikalkleidung dar und zeigt folgende Inschrift:

„Anno Domini MCCCCXCIX in die Gertrudis obiit Rudus in Christo Pater et Dominus Georgius Episcopus Nicopolitanus, sacrae Theologiae professor Minorum ordinis et herbipolensis Ecclesiae in pontificalibus Vicairus generalis, cujus anima requiescat in pace.“

## Werke
Die Belehrung über das Beschwören der Geister aus dem Jahr 1482, die lange Zeit Georg Antworter zugeschrieben wurde, ist in Briefform gehalten. Sie richtet sich an einen Junker, der über das Auftreten von Poltergeistern geklagt haben soll, unterscheidet zwischen guten und bösen Geistern und warnt davor, leichtfertig mit diesen Wesen umzugehen. Als Vorlage diente offenbar der Traktat De apparationibus animarum separatarum von Jakob von Paradies, der im Jahr 1454 verfasst wurde.